# Leningrad-Nowgoroder Operation
1941: Białystok-Minsk – Dubno-Luzk-Riwne – Smolensk – Uman – Kiew – Odessa – Leningrader Blockade – Wjasma-Brjansk – Charkow – Rostow – Moskau – Tula

1942: Rschew – Charkow – Ljuban/Wolchow – Kertsch/Sewastopol – Fall Blau – Kaukasus – Stalingrad – Operation Mars

1943: Woronesch-Charkow – Operation Iskra – Nordkaukasus – Charkow – Kursk – Orjol – Donez-Mius – Donbass – Belgorod-Charkow – Smolensk – Dnepr – Kiew

1944: Dnepr-Karpaten – Leningrad-Nowgorod – Krim – Wyborg–Petrosawodsk – Operation Bagration – Lwiw-Sandomierz – Jassy–Kischinew – Belgrad – Petsamo-Kirkenes – Baltikum – Karpaten – Ungarn

1945: Kurland  – Weichsel-Oder – Ostpreußen – Westkarpaten – Niederschlesien – Ostpommern – Plattensee – Oberschlesien – Wien – Oder – Berlin – Prag
Die Leningrad-Nowgoroder Operation (russisch Ленинградско-Новгородская операция) war eine Winterschlacht zwischen Verbänden der Roten Armee und der Wehrmacht an der Ostfront des Zweiten Weltkrieges, die vom 14. Januar bis zum 1. März 1944 andauerte und schließlich die Leningrader Blockade durchbrach. Sie bestand aus vier Unteroperationen: Krasnoseljsk-Ropschaer, Nowgorod-Lugaer, Kingissepp-Gdower und die Staraja Russa-Noworschewer Operation. Sie war der erste der sogenannten zehn stalinschen Schläge.

## Vorgeschichte

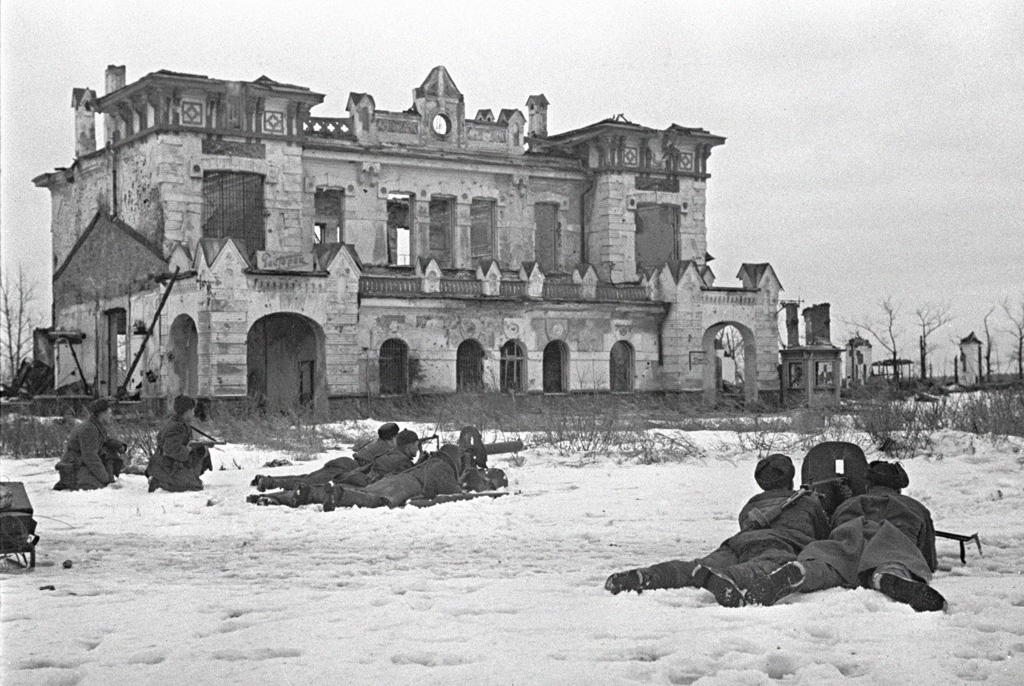
Sowjetische MG-Schützen in der Nähe der Eisenbahnstation Detskoje Selo in Puschkin

Nach dem Ende des deutschen Vormarsches und der Blockade Leningrads seit Ende 1941 konnten die sowjetischen Truppen in der Schlacht am Wolchow Anfang 1942 und in der Ersten Ladoga-Schlacht im Sommer des gleichen Jahres die Belagerung nicht beenden.
Erst in der Zweiten Ladoga-Schlacht Anfang 1943 konnten die sowjetischen Truppen einen schmalen Korridor südlich des Ladogasees öffnen, der aber weiterhin in der Reichweite deutscher Artillerie lag. Im Rahmen der Operation Polarstern (10. Februar bis 1. April 1943) und in der Dritten Ladoga-Schlacht im Sommer 1943 versuchte die Rote Armee erfolglos, die Blockade endgültig zu sprengen.

## Angriffsplanungen
Anfang September 1943 begannen die Leningrader und die Wolchowfront mit der Ausarbeitung neuer Pläne für eine große gemeinsame Offensive, die bei Treffen im Hauptquartier der Stawka am 9. und 14. September vorgestellt wurden. In der ersten Phase war geplant, zwei Operationen gegen beide Flanken der deutschen 18. Armee (Generaloberst Georg Lindemann) anzusetzen und nach dem Durchbruch den deutschen Rückzug auf neue Verteidigungslinien zu verhindern und die Masse der gegnerischen Truppen abzuschneiden. Nach Ansicht des Kriegsrates der Leningrader Front sollte der Hauptschlag von der 42. Armee aus der Region Pulkowo und ein Gegenschlag durch eine noch zu bildende Küstengruppe aus dem Oranienbaumer Brückenkopf in Richtung auf Krasnoje Selo erfolgen. 
Später, nachdem die 67. Armee ebenfalls in den Angriff übergegangen war, sollte Krasnogwardeisk befreit und die Offensive in Richtung Luga und Kingisepp fortgesetzt werden. Der Militärrat der Wolchow-Front plante, deren Hauptschlag beidseitig Nowgorod anzusetzen und dann in Richtung Luga durchzubrechen, wo geplant war, sich mit den Truppen der Leningrader Front zu verbinden und so die Hauptkräfte der deutschen 18. Armee einzukreisen. Für die zweite Phase war geplant, die Offensive weiter gegen Pskow und Ostrow zu entwickeln.
Die deutsche Heeresgruppe Nord war bereits durch Abgaben an kritischere Frontabschnitte der Ostfront erheblich in ihrer Abwehrkraft geschwächt, sie verfügte über keine einzige Panzerdivision, zuletzt war auch die spanische "Blaue Division" abberufen worden. Der sogenannte Nordwall bot den deutschen Truppen trotz ihrer zahlenmäßigen Unterlegenheit aber noch eine gute Verteidigungsposition. Dieser Wall befand sich zwischen dem Finnischen Meerbusen und dem Ilmensee und war etwa 230 bis 260 km tief. Fast alle wichtige Ortschaften und Knotenpunkte wurden für eine Rundumverteidigung vorbereitet.

## Beteiligte Verbände
Die deutsche Heeresgruppe Nord unter Feldmarschall Georg von Küchler (später Generaloberst Walter Model) bestand mit der 16. und 18. Armee aus etwa 741.000 Soldaten, 385 Panzern sowie 10.000 Geschützen und Mörsern. 
Im Bereich von der Mündung der Luga bis Peterhof und gegenüber dem Brückenkopf von Oranienbaum hielt das III. SS- (german.) Panzerkorps mit der SS-Pz.Gren.Div. Nordland, der SS-Polizei-Div. und der 9. und 10. Luftwaffen-Felddivision. Südlich von Leningrad befand sich das L. Armeekorps - 126., 170. und 215. Infanteriedivision. An der Newa bis in den Raum südlich von Schlüsselburg lagen die Stellungen des LIV. Armeekorps - mit der 11., 24. und 225. Infanteriedivision. Die Basis der deutschen 18. Armee bildete das XXVI. Armeekorps - 61., 227., 254. und 212. Infanteriedivision. Der wichtigste Abschnitt wurde hier von den Regimentern des Oberst Maximilian Wengler (227. Infanteriedivision, General der Artillerie Wilhelm Berlin) gehalten. Die Stellungen am Mittellauf des Wolchow wurden vom XXVIII. Armeekorps - der 96. und 121. Infanteriedivision, der 12. Luftwaffen-Felddivision, der 21. Infanteriedivision und im Gebiet von Tschudowo - der 13. Luftwaffen-Felddivision gehalten. Der Abschnitt bis zum Ilmensee im Süden wurde vom XXXVIII. Armeekorps - der 2. litauischen Brigade, der 28. Jägerdivision und der 1. Luftwaffen-Felddivision - verteidigt. 
Der deutschen 16. und 18. Armee gegenüber - standen die sowjetischen Truppen der Leningrader Front unter Armeegeneral Leonid Goworow, die Wolchow-Front unter Armeegeneral Kirill Merezkow und der 2. Baltische Front unter Armeegeneral Markian Popow mit 57 Schützendivisionen, sowie die im Kampf involvierte Baltische Flotte (Admiral Wladimir Tribuz) mit zusammen über einer Million Soldaten und Matrosen, 1580 Panzer und 20.180 Geschütze.

## Verlauf

### Erster Einsatz der 2. Baltischen Front
Schon am 12. Januar 1944, also zwei Tage vor dem festgesetzten Hauptschlag bei Leningrad, griff die 2. Baltische Front im Raum südlich des Ilmensees die Stellungen des deutschen II. Armeekorps (General der Infanterie Paul Laux) an. Aufgrund unzureichender Aufklärung und schwacher Artillerieunterstützung wurden die Truppen der in Richtung Idriza angesetzten 10. Gardearmee in zähe Kämpfe verwickelt und kamen nicht voran. Die Offensive der 3. Stoßarmee im Gebiet Pustoschka, der 6. Garde- und der 22. Armee im Gebiet Nowosokolniki verlief ebenfalls schleppend. Der einzige nennenswerte Erfolg war die Rückeroberung der Bahnstation Nasva durch Einheiten der 22. Armee, wo bereits am 14. Januar die deutsche 331. Infanterie-Division vertrieben werden konnte. Bis 18. Januar erreichten die Fronttruppen einen zehn Kilometer breiten Abschnitt an der Eisenbahnlinie Novosokolniki-Dno, wodurch eine wichtige Nachschubverbindung der deutschen 16. Armee gefährdet wurde. Am 20. Januar wurde der erfolglose Armeeführer Alexander Suchomlin seines Postens enthoben und durch Generalleutnant Michail Kasakow ersetzt. Der Kommandeur der Front, Armeegeneral Markian Popow, ließ die Angriffe der 10. Gardearmee nicht fortsetzen, sondern konzentrierte alle folgenden Bemühungen in Richtung auf Noworschew, um sich dort mit den erfolgreicheren Truppen der Wolchow-Front zu verbinden.

### Krasnoseljsk-Ropschaer Operation

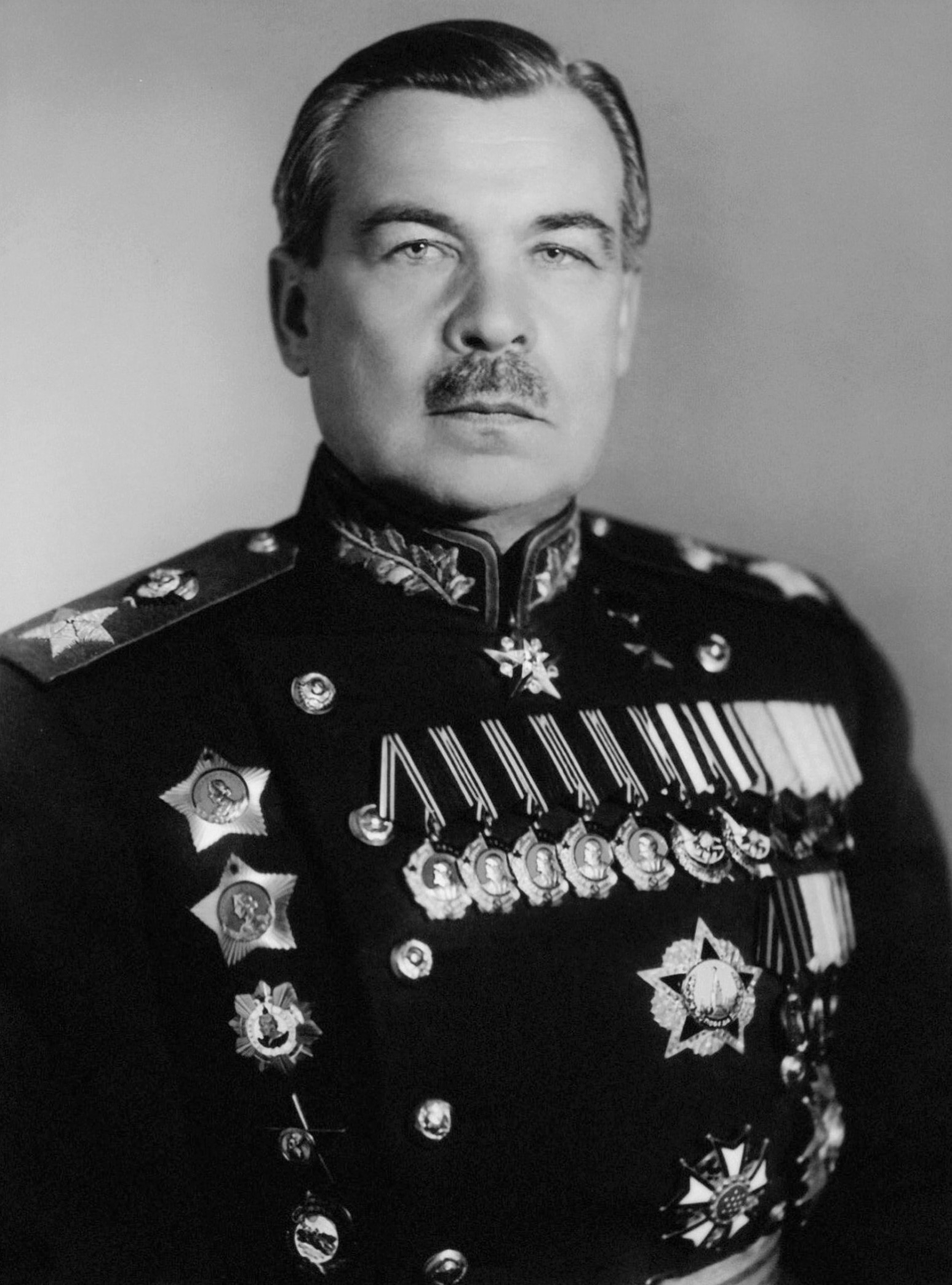
Leonid Goworow

Nach Plänen des Oberbefehlshabers der Leningrader Front, Generaloberst Leonid Goworow, war die 2. Stoßarmee (Generalleutnant Iwan Fedjuninski) in geheimen nächtlichen Aktionen bereits vor der Offensive mit etwa 44.000 Mann, 600 Geschützen und weiterem Material über den Finnischen Meerbusen in den Brückenkopf von Oranienbaum ausgeschifft worden, um die deutsche 18. Armee unerwartet am schwächeren linken Flügel anzugreifen.
Am 14. Januar begann die 2. Stoßarmee nach einem starken Artillerieschlag aus dem Brückenkopf von Oranienbaum auszubrechen, der nach Südosten gerichtete Hauptstoß traf das deutsche III. (germanisches) SS-Panzerkorps (SS-Obergruppenführer Felix Steiner) überraschend und zielte darauf ab, sich mit den sowjetischen Truppen zu verbinden, die im südlichen Raum von Leningrad verteidigten. Am rechten Flügel war das 43. Schützenkorps (48., 90. und 98. Schützendivision und die 43. Panzerbrigade) unter Generalleutnant Anatoli Andrejew, am linken Flügel - das 122. Schützenkorps (131., 11. Schützendivision und die 122. Panzerbrigade) Generalmajor Panteleimon Saizew angesetzt, dicht gefolgt von der 43. und 168. Schützendivision sowie der 152. Panzerbrigade. Der Stoß riss die Front zwischen der 9. und 10. Luftwaffen-Felddivision (Generalmajor Hermann von Wedel) auf und drang im ersten Anlauf 5 km tief in die deutsche Verteidigung ein. Die rechte Flanke der 18. Armee wurde vollständig durchbrochen. Die 9. Luftwaffen-Felddivision sowie die 126. und 170. Infanteriedivision des L. Armeekorps waren im Rücken abgeschnitten.
Am 15. Januar trat von den Höhen von Pulkowo auch die 42. Armee (Generaloberst Iwan Maslennikow) der Leningrader Front zum Angriff an, ab dem 16. Januar unterstützten auch die Armeen der Wolchow-Front. 
Der Angriff der 42. Armee entwickelte sich besonders in der Mitte erfolgreich, hier wurde das 30. Garde-Schützenkorps (Generalmajor Nikolai Simonjak) mit der 45., 63. und 64. Garde-Schützendivision eingesetzt. 
In der Nacht des 16. Januar gelang es diesen Verbänden, mit Unterstützung von Panzern Alexandrowskaja einzunehmen und die Straße zwischen Krasnoje Selo und Puschkin abzuschneiden. Bis zum Abend des 17. Januar war die Hauptverteidigungslinie des deutschen L. Armeekorps (General der Infanterie Wilhelm Wegener) durchbrochen. Die deutsche 61. und 227. Infanteriedivision wurden in den Durchbruchsraum geworfen, konnten die Lage aber nicht mehr herstellen. Die Wehrmacht musste die im Rücken bedrohten Armeekorps L. und LIV. eiligst aus den Raum Krasnoje Selo, Ropscha und Urizk zurückzuziehen. Um den sowjetischen Vorstoß aufzuhalten, wurden drei Infanteriedivisionen und Teile der 11. SS-Freiwilligen-Panzergrenadier-Division „Nordland“ in das Kampfgebiet verlegt.

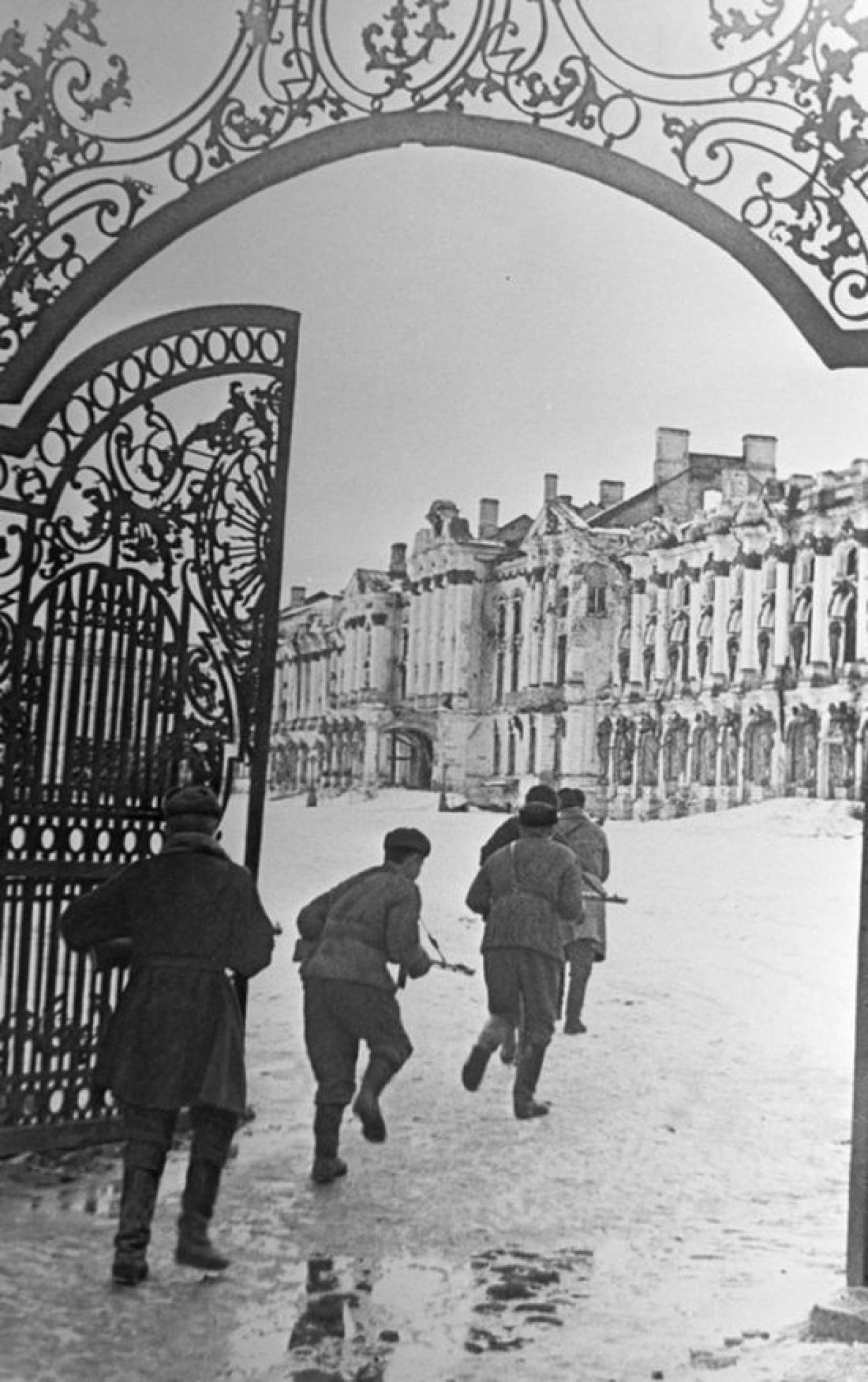
Sowjetische Soldaten bei Kämpfen um Puschkin, Januar 1944

Den Angriff auf die Höhenstellung von Woronja Gora wurde von der 63. Garde-Schützendivision unter Oberst Afanassi Schtscheglow erfolgreich durchgeführt. Hier befanden sich die Feuerstellungen der schweren deutschen Artillerie, die Leningrad beschossen hatten, die Zugänge waren mit Minenfeldern und Stacheldraht gedeckt.
Am 19. Januar befreite die 42. Armee Krasnoje Selo und Ropscha von der deutschen Besatzung.
Am Abend des 21. Januar gingen auch die Truppen der 67. Armee (Generalleutnant Wladimir Swiridow) gegenüber dem deutschen XVI. Armeekorps in die Offensive über, nachdem der Kommandierende General Martin Grase mit der Räumung des Frontvorsprungs bei Mga begonnen hatte. Noch am selben Tag konnten Truppen des 118. Schützenkorps (Generalmajor Wladimir Paramsin) den großen Eisenbahnknotenpunkt Mga sichern. Bereits am 24. Januar wurden die Städte Puschkin und Pawlowsk befreit, am 26. Januar wurde Krasnogwardeisk eingenommen. Der Fluss Luga wurde Anfang Februar erreicht und die Verbindung mit den Truppen der Wolchow-Front hergestellt.

### Nowgorod-Lugaer Operation
Gleichzeitig mit den Truppen der Leningrader Front gingen am 14. Januar auch Einheiten der Wolchow-Front nach einer mächtigen Artillerievorbereitung in den Angriff über. Wegen des schlechten Wetters konnten die Flugzeuge der 14. Luftarmee keine Unterstützung leisten. Schneefall und Schneestürme machten es den Truppen der Artillerie schwer, den 110 Minuten andauernden Beschuss vorzubereiten. Viele deutsche Befestigungen und Artilleriebatterien blieben intakt. Die Wolchow-Front zählte 22 Schützendivisionen, 6 Schützen- und 4 Panzerbrigaden und 2 befestigte Räume mit etwa 298.000 Mann (nach anderen Quellen etwa 260.000 Mann), 3.633 Geschütze und Mörser, etwa 400 Panzer und Selbstfahrlafetten, sowie 257 Flugzeuge. Die 59. Armee (Generalleutnant Iwan  Korownikow), welche den Hauptangriff führen sollte, zählte etwa 135.000 Mann, die 8. Armee – 45.000, die 54. Armee - 67.000 Mann, die 14. Luftarmee - mehr als 16.000 Mann. Der Wolchow-Front gegenüber standen sechs Infanteriedivisionen (XXVI. und XXVIII. Armeekorps) der deutschen 18. Armee, die sich auf mehrere tief verstreute Verteidigungslinien stützten, welche besonders bei Mga, Tosno, Ljuban, und Tschudowo stark ausgebaut waren. Die sowjetische 8. und 54. Armee hatten die deutschen Streitkräfte am Wolchow-Abschnitt vor Tosno und Ljuban zu fesseln. Aufgabe der beidseitig Nowgorod angreifenden 59. Armee war es, mit zwei Gruppen in Richtung Ljuboljady durchzubrechen und dann die deutsche Gruppierung vor Nowgorod im Rücken zu umfassen und die Stadt zu befreien. Anschließend war geplant, in westlicher und südwestlicher Richtung vorstoßend die Stadt Luga zu befreien und die Rückzugswege der deutschen Truppen nach Pskow abzuschneiden.
Die 59. Armee begann nördlich und südlich von Nowgorod mit zwei starken Gruppen die Stellungen des deutschen XXXVIII. Armeekorps (28. Jäger-Division, 1. Luftwaffen-Felddivision und 2. lettische SS-Freiwilligen-Brigade) anzugreifen. Die Deutschen leisteten hartnäckigen Widerstand, die angreifenden Einheiten wurden mit schwerem Feuer eingedeckt. Am ersten Tag konnten die Kräfte der 59. Armee nur 600–1000 m tief vorwärts kommen. Erfolgreicher entwickelte sich die Offensive südlich von Nowgorod, wo die unabhängige 58. Schützenbrigade - verstärkt durch zwei Luftlandebataillone, unter dem Kommando von Generalmajor Teodor Swiklin in der Nacht das zerbrechliche Eis auf dem Ilmensee überquerten und bis zum Abend des Tages den bereits gehaltenen Wolchow-Brückenkopf auf 6 km Breite und 4 km Tiefe erweitern konnten. Um an diesem Abschnitt weiter erfolgreich zu sein, brachte General Korownikow am 15. Januar eine weitere Schützendivision und ein Panzer-Bataillon in den Kampf. In der Zwischenzeit fesselte der nördliche Flügel der 2. Baltischen Front die deutsche 16. Armee südlich des Ilmensees und verhinderte, dass Verstärkungen aus dem Raum Staraja Russa nach Leningrad und Nowgorod verlegt werden konnten.
Die Offensive der 59. Armee entwickelte sich trotz starker Angriffskräfte sehr langsam, denn bewaldetes und sumpfiges Gelände sowie Tauwetter und erhöhter deutscher Widerstand verzögerten den Vormarsch. Der Einsatz der Artillerie und Panzer geriet ins Hintertreffen, und die Flugzeuge der 14. Luftarmee mussten den Kampfbetrieb wegen schlechten Wetters weiterhin einschränken. Das deutsche Oberkommando der Heeresgruppe Nord befürchtete die Abschneidung der Nowgoroder-Gruppe und sandte zusätzliche Streitkräfte in das Gebiet, darunter Teile der 290. und 24. Infanteriedivision sowie des Kavallerieregiment Nord. Die 378. Schützendivision des 14. Schützenkorps (Generalmajor Pawel Artjuschenko) griff bei Podbereschje an, dieser stark befestigte deutsche Widerstandsknoten wurde beidseitig umfasst und am Morgen des 17. Januar erstürmt. Mit der Befreiung von Podbereschje brach die deutsche Verteidigung an den nördlichen Zugängen zu Nowgorod zusammen. Das 6. Schützenkorps (Generalmajor Semjon Mikulski) führte mit der 65., 239. und 310. Schützendivision hartnäckige Kämpfe um Nekochowo und Andrjuschinowo. Die Truppen des 14. Schützenkorps, insbesondere die 378. und 191. Schützendivision, befreiten die Siedlungen Molowodskoje und Tschechulino. Bis zum Abend des 16. Januar hatten die Truppen der 59. Armee die deutsche Hauptverteidigungslinie nördlich von Nowgorod durchbrochen, die Straße von Tschudowo nach Nowgorod erreicht und die Straße südlich von Nowgorod nach Schimsk unterbrochen. Nach dreitägigen Kämpfen wurde der Durchbruchsraum auf einer 20 km langen Front bis auf 8 km an Tiefe erweitert. An diesem Tag waren nördlich von Nowgorod auch die Truppen der sowjetischen 54. Armee (Generalleutnant Sergei Roginski) mit dem 111. und 115. Schützenkorps in Richtung Ljuban in die Offensive übergegangen. Diese Offensive erschwerte dem deutschen XXVIII. A.K., Truppen aus den Regionen Mga und Tschudowo an den Durchbruchsraum nördlich Nowgorod zu verlegen.
Am 18. Januar begann man auf deutscher Seite damit, das XXXVIII. Armeekorps (General der Artillerie Kurt Herzog) aus der Region Nowgorod nach Westen zurückzuziehen. Die einzige Straße, auf der sich die deutschen Truppen zurückziehen konnten, lag zu diesem Zeitpunkt bereits in Reichweite der Artillerie der sowjetischen 59. Armee. Nördlich und südlich von Nowgorod erkämpften die deutsche 24., 290. Infanterie- und die 8. Jäger-Division sowie separate Kavallerieverbände den Rückzugsweg, indem sie durch ständige Gegenangriffe eine schnelle Verbindung der nördlichen und südlichen Gruppe der 59. Armee verhinderte. Der starke Widerstand und nur geringe Geländegewinn der 59. Armee (5–6 km pro Tag) erlaubte es der Roten Armee nicht, die geplante Einkreisung der deutschen Gruppierung um Nowgorod schnell abzuschließen.
Am 18. Januar wurde die zweite Staffel der 59. Armee (7. und 112. Schützenkorps) in die Schlacht eingeführt, um zusammen mit der 54. Armee jene deutsche Gruppierung abzuschneiden, die noch zwischen Ljuban und Tschudowo verteidigte. An diesem Tag unterbrach die südliche Operationsgruppe des Generalmajors Teodor Swiklin die Autobahn und Eisenbahnstrecke Nowgorod-Schimsk. Teile der Nordgruppe erreichten am 20. Januar die Linie Nowgorod-Batetski. Das deutsche Kommando verlegte neue Truppen - Teile der 21., 121. Infanterie- und 8. Jägerdivision in den Kampfraum, die Situation konnte jedoch nicht wiederhergestellt werden. Um die Abschneidung von Teilen des XXXVIII. Armeekorps zu verhindern, gab Generaloberst Lindemann den Befehl, Nowgorod zu räumen. Die Deutschen mussten ihre schweren Waffen zurücklassen und zogen sich nach Batetski zurück.
Am 20. Januar schlossen westlich von Nowgorod die beiden Gruppierungen der 59. Armee den Ring. Die deutsche Nowgoroder Gruppe - Teile der 28. Jäger- und der 1. Luftwaffen-Felddivision und des Kavallerie-Regiments Nord waren abgeschnitten. Korownikows Armeetruppen schlugen alle Ausbruchsversuche zurück und konnten zusammen mit dem 7. Schützenkorps aus der Frontreserve in den Wäldern westlich von Nowgorod etwa 3000 Deutsche gefangen nehmen. Die Stadt Nowgorod wurde am 20. Januar kampflos durch das 6. und 14. Schützenkorps im Zusammenwirken mit der Operativen Gruppe Swiklin besetzt. Auf Stalins Befehl erhielten die 372., 225., 310. Schützendivision und die Verbände des 150. befestigten Raumes den Ehren- und Beinamen Nowgorod, andere Regimenter und Divisionen wurden mit dem Rotbannerorden ausgezeichnet.
Am 22. Januar eroberten Formationen der 59. Armee Grusino, den letzten deutschen Brückenkopf am Ostufer des Flusses Wolchow. Am 28. Januar wurden die Stadt und der Bahnhof von Ljuban, am 29. Januar Tschudowo von der Roten Armee freigekämpft.
Das Oberkommando der deutschen 18. Armee erkannte den Ernst der Lage und konnte die Verteidigung im Raum Luga durch Heranbringung der 58. Infanterie- und Teile der 12. Panzer-Division verstärken.
Nachdem ihre Stellung an den Flanken durchbrochen worden war, erhielt der südliche Flügel der deutschen 18. Armee am 28. Januar endlich die Genehmigung zum Ausweichen an den Fluss Luga. Wegen des folgenden hartnäckigen Widerstandes gelang es den Hauptkräften der Wolchow-Front vor Ende Januar nicht, den Luga-Abschnitt zu erreichen. Nach der Befreiung von Siwerski am 30. Januar setzte die sowjetische 67. Armee ihre Offensive entlang der Eisenbahnlinie Leningrad-Luga fort. Die Offensive der sowjetischen Truppen am Fluss Luga entwickelte sich Anfang Februar nur langsam. Die 59. und 8. Armee griffen die Stadt Luga von Osten und die 54. Armee von Nordosten an. Das deutsche Kommando sammelte alle verfügbaren Kräfte und Reserven der 18. und 16. Armee im Raum zwischen Pskow und Luga. Die Stadt Luga wurde erst am 12. Februar durch die Schützendivisionen des 110. Schützenkorps (Generalmajor Iwan Chasow) der 67. Armee und des 117. Schützenkorps (Generalmajor Wassili Trubatschew) freigekämpft.
Am 15. Februar wurde die Wolchow-Front wegen neuer geographischer Frontabschnitte aufgelöst und ihre Verbände der Leningrader und der 2. Baltischen Front überstellt.

### Operation Kingisepp-Gdow
Generaloberst Model wurde am 31. Januar anstatt von Generalfeldmarschall von Küchler mit der Führung der Heeresgruppe Nord beauftragt. Model setzte bei Hitler die Entscheidung zum weiteren Rückzug in die ausgebaute „Panther-Stellung“ durch, den die 18. Armee bis zum 17. Februar durchführte. Der nördliche Flügel der deutschen 18. Armee war bereits Anfang Februar im Raum der Landenge um Narva fest etabliert, hier waren die 61., 170., 225. und 227. Infanterie-Division, die 9. und 10. Luftwaffenfeld-Division sowie die 23. SS-Division Nederland zur Abwehr konzentriert.
Die Nordgruppe der Leningrader Front konnte in der Nacht zum 1. Februar durch Einheiten des 109. Schützenkorps (Generalmajor Iwan Alferow, von der 42. Armee), welche durch die 152. Panzerbrigade Unterstützung erhielt, in einem geschickten Einkreisungsmanöver die Stadt Kingisepp im ersten Anlauf erstürmen. Die Stadt Gdow wurde am 4. Februar von der 196. Schützendivision des 108. Schützenkorps (Generalmajor Michail Tichonow) zurückerobert.
Bis zum 15. Februar 1944 hatten die Truppen der Leningrader Front die Narwa sowie das östliche Ufer des Peipussees auf ganzer Breite erreicht. In der zweiten Hälfte des Februars wurden von der 2. Stoßarmee mehrere gewonnene Narwa-Brückenköpfe erweitert.
Am 17. Februar gingen die Armeen der 2. Baltischen Front unter Nutzung des Erfolgs der Leningrader Front südlich des Ilmensees in der Staraja Russa-Noworschewer Operation wieder zum Angriff über. Der Hauptschlag sollte in Richtung Opotschka - Zilupe erfolgen, dann sollte Kārsava erreicht werden. Schon am 18. Februar räumte das deutsche X. Armeekorps Staraja Russa gegenüber der 1. Stoßarmee, am 21. Februar nahm die 22. Armee Cholm und am 25. Februar Dedowitschi ein. Am 24. Februar fiel der wichtige Eisenbahnknotenpunkt von Dno wieder in sowjetische Hände. Einheiten der 1. Stoßarmee verfolgten die im Rückzug befindlichen deutschen Truppen, stellten mit dem rechten Flügel die Verbindung mit der 54. Armee der Leningrader Front her und nahmen am 29. Februar auch Noworschew ein.
Ende Februar erreichte die Südgruppe der Leningrader Front die deutsche Verteidigungslinie zwischen Pskow und Ostrow und versuchte vergeblich, sie zu durchbrechen. Da sich die deutsche Verteidigung wieder gefestigt hatte, wurde die Operation am 1. März 1944 beendet.

## Ergebnis
Die Rote Armee stieß auf einer 600 km breiten Front etwa 180 bis 280 km nach Süden und Westen vor, sprengte die Belagerung von Leningrad, zerschlug 26 Divisionen der Achsenmächte, davon drei vollständig, und betrat zum ersten Mal Estland. Das Leningrader und das Kalininer Gebiet wurden von deutscher Besatzung befreit. Die sowjetischen Verluste betrugen 314.000 Soldaten, davon 77.000 Tote.
Die mangelnde Erfahrung der Oberkommandos der beteiligten Fronten verhinderte jedoch große Durchbruchserfolge wie im Süden. Die deutsche 18. Armee konnte sich der Einschließung entziehen und geordnet Abwehrstellungen an der sogenannten Panther-Wotanlinie entlang der Narva beziehen und dort den Kampf fortsetzen.